# Volvo Amazon
Volvo Amazon (også benævnt Volvo 121/122S/123GT) var en bilmodel fra den svenske bilproducent Volvo. Produktionen varede i 14 år, fra 1956 til 1970. Af denne model blev der I løbet af denne periode produceret ca. 670.000 biler.